# تيري سوليفان
تيري سوليفان (بالإنجليزية: Terry Sullivan)‏ هو سياسي أسترالي، ولد في 6 فبراير 1949 في بريزبان في أستراليا. حزبياً، نشط في حزب العمال الأسترالي. وقد انتخب عضو المجلس التشريعي ولاية كوينزلاند.